# Публични финанси
Публичните (обществени) финанси е областта, която изучава ролята на правителството в икономиката.
Публичните финанси са система за формиране и използване на паричните фондове, обезпечаващи дейностите на държавните и общински власти, а във федералните държави и на регионалните (муниципални) власти. Публичните финанси се подразделят на централни и регионални (местни) финанси.
Публичното финансиране се осъществява посредством изградена и функционираща бюджетна система, като в подкрепа на платежния баланс може да се привлича и извънбюджетно финансиране – държавни и общински заеми.
Контролът върху публичните финанси се осъществява от сметни палати.